# Kōta Sugiyama
Kōta Sugiyama (杉山 浩太?, Sugiyama Kōta; Shizuoka, 24 gennaio 1985) è un ex calciatore giapponese, centrocampista.